# Жеребенкова
Жеребëнкова — деревня в Шадринском районе Курганской области. Входит в состав Дëминского сельсовета.

## История
До 1917 года в составе Макаровской волости Шадринского уезда Пермской губернии. По данным на 1926 год состояла из 171 хозяйства. В административном отношении являлась центром Жеребёнковского сельсовета Батуринского района Шадринского округа Уральской области.

## Население
| 1989 | 2002 | 2010 |
| ---- | ---- | ---- |
| 189  | ↘169 | ↘97  |

По данным переписи 1926 года в деревне проживало 731 человек (339 мужчин и 392 женщины), в том числе: русские составляли 100 % населения.
Согласно результатам Всероссийской переписи населения 2002 года, в национальной структуре населения русские составляли 75 %.